# Cathrijn Haubrich-Gooskens
Catharina Theodora Elisabeth Maria (Cathrijn) Haubrich-Gooskens (Eindhoven, 25 januari 1946) is een Nederlands politicus. Namens de Partij van de Arbeid was zij van 12 juni 2007 tot 7 juni 2011 lid van de Eerste Kamer der Staten-Generaal.
Haubrich-Gooskens studeerde rechten aan de Katholieke Universiteit Nijmegen en Nederlands recht aan de Katholieke Hogeschool Tilburg. Ze werkte als juridisch medewerker bij een advocatenkantoor. In 1986 werd ze gekozen als lid van de gemeenteraad van Geldermalsen en in 1990 werd ze wethouder in deze plaats, verantwoordelijk voor ruimtelijke ordening, verkeer, milieu en volkshuisvesting. In 1999 werd ze lid van de Provinciale Staten in de provincie Gelderland. Tevens was ze in deze periode als advocaat en procureur werkzaam.
Vanaf 2006 is Haubrich lid van het Algemeen Bestuur van Waterschap Rivierenland. Bij de Eerste Kamerverkiezingen 2007 werd ze gekozen in de Eerste Kamer.

## Persoonlijk
Haubrich-Gooskens huwde in 1967 en is moeder van twee zoons. Ze woont in Deil.
- Parlement.com: vhjogfpxyqwp